# Yeovil (circonscription britannique)
Circonscription parlementaire de la Chambre des communes
La circonscription de Yeovil  est une circonscription située dans le Somerset, représentée dans la Chambre des communes du Parlement britannique depuis 2015 par Marcus Fysh du Parti conservateur.

## Géographie
La circonscription comprend :
- Les villes de Yeovil, Chard, Ilminster et Crewkerne
- Les villages de Merriott, Buckland St Mary, Hinton St George et Ilchester
- La paroisse civile de Forton

## Députés
Les Members of Parliament (MPs) de la circonscription sont :
| Législature | Années       | Député            | Député         | Parti             |
| ----------- | ------------ | ----------------- | -------------- | ----------------- |
| Yeovil      |              |                   |                |                   |
| 31e         | 1918–1922    |                   | Aubrey Herbert | Conservateur      |
| 32e         | 1922–1923    |                   | Aubrey Herbert | Conservateur      |
| 32e         | 1923-1923    | William Kingsmill |                | Conservateur      |
| 33e         | 1923–1924    | William Kingsmill |                | Conservateur      |
| 34e         | 1924–1929    | William Kingsmill |                | Conservateur      |
| 35e         | 1929–1931    | William Kingsmill |                | Conservateur      |
| 36e         | 1931–1935    | William Kingsmill |                | Conservateur      |
| 37e         | 1935–1945    | William Kingsmill |                | Conservateur      |
| 38e         | 1945–1950    | William Kingsmill |                | Conservateur      |
| 39e         | 1950–1951    | William Kingsmill |                | Conservateur      |
| 40e         | 1951–1955    | John Peyton       |                | Conservateur      |
| 41e         | 1955–1959    | John Peyton       |                | Conservateur      |
| 42e         | 1959–1964    | John Peyton       |                | Conservateur      |
| 43e         | 1964–1966    | John Peyton       |                | Conservateur      |
| 44e         | 1966–1970    | John Peyton       |                | Conservateur      |
| 45e         | 1970–1974    | John Peyton       |                | Conservateur      |
| 46e         | 1974–1974    | John Peyton       |                | Conservateur      |
| 47e         | 1974–1979    | John Peyton       |                | Conservateur      |
| 48e         | 1979–1983    | John Peyton       |                | Conservateur      |
| 49e         | 1983–1987    |                   | Paddy Ashdown  | Libéral           |
| 50e         | 1987–1988    |                   | Paddy Ashdown  | Libéral           |
| 50e         | 1988-1992    |                   | Paddy Ashdown  | Libéral-démocrate |
| 51e         | 1992–1997    |                   | Paddy Ashdown  | Libéral-démocrate |
| 52e         | 1997–2001    |                   | Paddy Ashdown  | Libéral-démocrate |
| 53e         | 2001–2005    | David Laws        |                | Libéral-démocrate |
| 54e         | 2005–2010    | David Laws        |                | Libéral-démocrate |
| 55e         | 2010–2015    | David Laws        |                | Libéral-démocrate |
| 56e         | 2015–2017    |                   | Marcus Fysh    | Conservateur      |
| 57e         | 2017–2019    |                   | Marcus Fysh    | Conservateur      |
| 58e         | 2019–Présent |                   | Marcus Fysh    | Conservateur      |

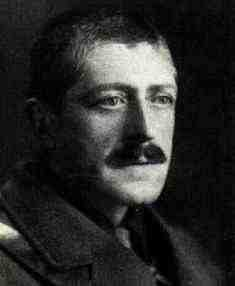
Aubrey Herbert (1918-1923)
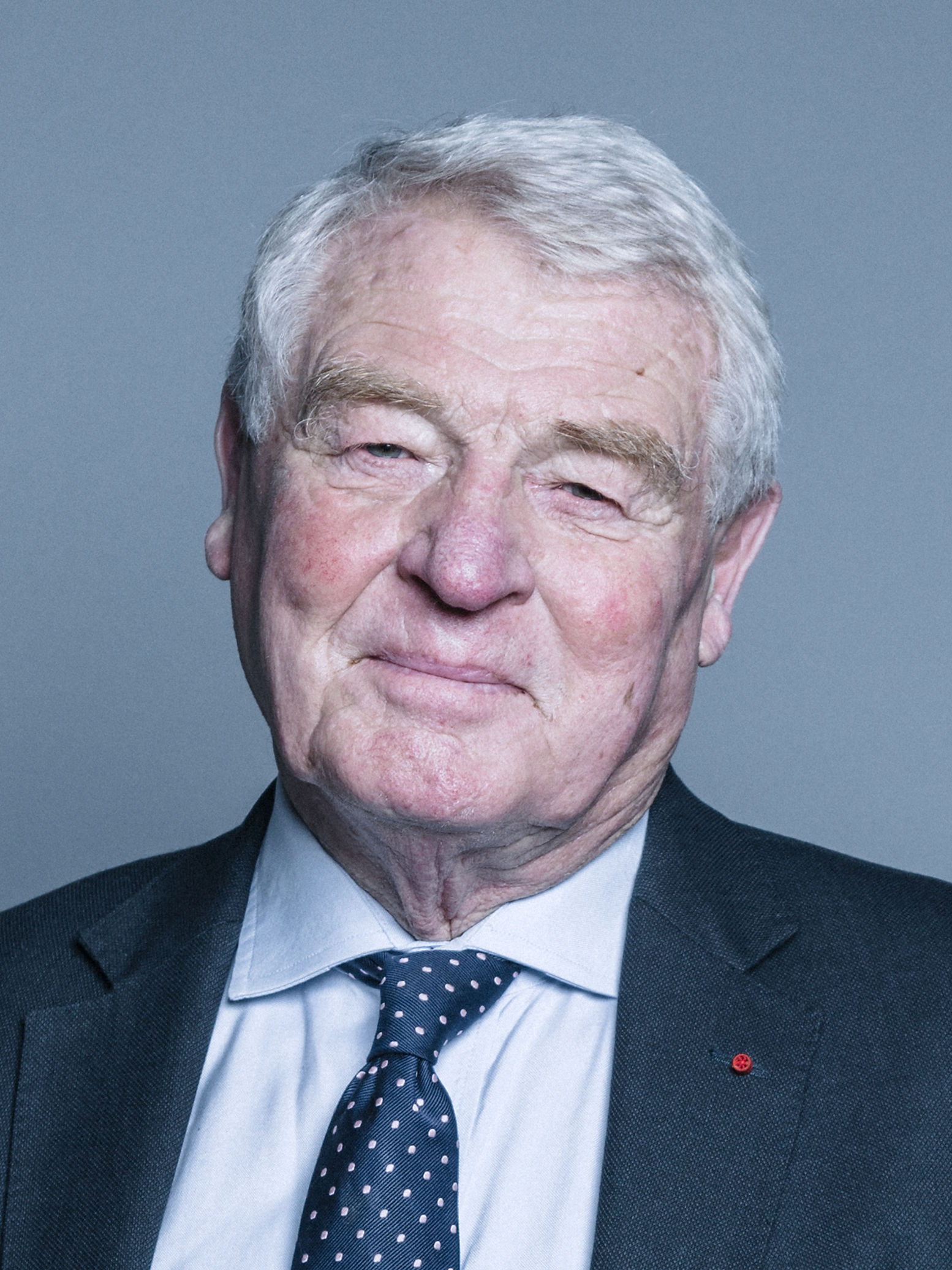
Paddy Ashdown (1983-2001)
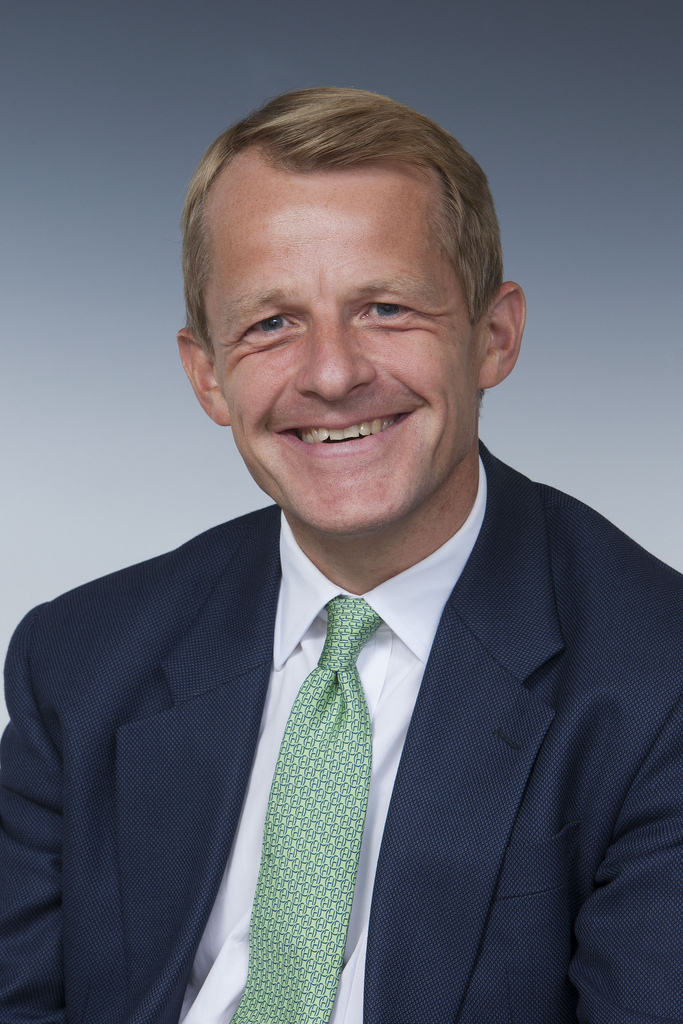
David Laws (2001-2015)
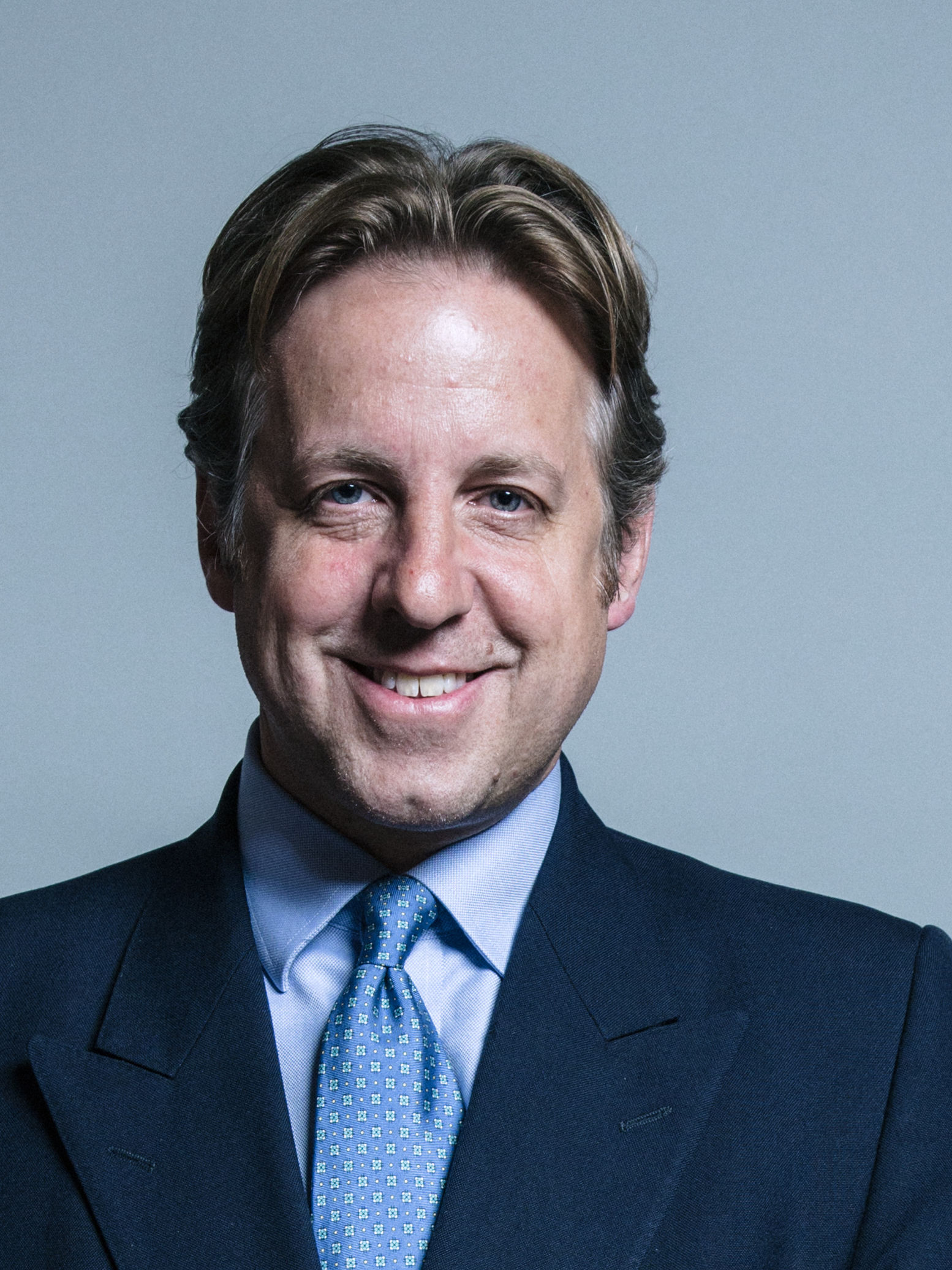
Marcus Fysh (2015-Présent)